# Angiolo Cabrini
Angiolo Cabrini (Codogno, 9 marzo 1869 – Roma, 6 maggio 1937) è stato un sindacalista, politico e giornalista italiano, tra i primi e importanti leader del socialismo italiano.

## Biografia
Impiegato di banca, venne arrestato per motivi politici nel 1889: venne prosciolto, ma fu costretto a lasciare il posto di lavoro. Nel 1890 divenne redattore de Il Fascio Operaio. Successivamente collaborò con Il Ribelle e diresse Il Progresso, per poi entrare anche nella redazione del genovese L'Epoca: iniziò così una lunga e mai più interrotta carriera giornalistica che lo vide nel tempo scrivere per molti giornali, tra cui Il Socialista e L'Avvenire del lavoratore di Lugano, oltre che per la Critica sociale, la Lotta di classe e l'Avanti!.
Nel 1892 fu tra i fondatori del Partito Socialista Italiano: con il PSI fu eletto deputato alle elezioni del 1900 e mantenne il suo scranno parlamentare fino al 1919. In quegli anni iniziò anche ad assumere alti incarichi nella Confederazione Generale del Lavoro.
Nel 1911 fu favorevole alla guerra di Libia: di conseguenza, venne espulso dal PSI assieme a Leonida Bissolati, Ivanoe Bonomi, Guido Podrecca e ad altri nove deputati socialisti, con i quali  diede subito vita al Partito Socialista Riformista Italiano.
Durante la prima guerra mondiale fu interventista e nel 1916 si arruolò anche volontario; nello stesso anno abbandonò il PSRI.
Nel luglio 1922 creò nella Capitale il bollettino Informazioni sociali, che diresse sino alla morte; nell'ottobre dello stesso anno aderì al Partito Socialista Unitario di Filippo Turati e Giacomo Matteotti.
Durante il ventennio fascista tenne un atteggiamento di collaborazione col regime mussolinano analogo a quello di Rinaldo Rigola e di altri ex dirigenti confederali.

## Opere
- Peccati, con una lettera di Filippo Turati, Codogno, Tip. Di A. G. Cairo, 1888.
- Pel Congresso operaio italiano in Milano 2 e 3 agosto 1891. Versi, Piacenza, Tip. del Progresso, 1891.
- Due pulpiti. Le prediche di p. Agostino a Piacenza, Piacenza, Tip. del Progresso, 1892.
- Maggio ribelle. Versi, Piacenza, Tip. Cooperativa fra gli operai, 1892.
- Leggi sociali e lotta di classe, Roma, Tip. della Camera dei deputati, 1901.
- Consoli e preti contro gli emigranti, Milano, [s.n.], 1904.
- In Sardegna, Roma, L'Avanti della domenica, 1906.
- Assicurazioni sociali. Quattro lezioni, Milano, Tipografia degli operai, 1908.
- Il Partito socialista italiano e la politica dell'emigrazione, Roma, Tip. popolare, 1908.
- La rappresentanza dei lavoratori nei corpi consultivi dello Stato. Due lezioni, Milano, Tip. degli operai, 1908.
- Sulle correnti migratorie temporanee, Roma, Tip. Unione Cooperativa Editrice, 1908.
- Manualetto per l'emigrante in Europa, Milano, Società Ed. Sonzogno, 1909.
- Penetrazione. Linee e frammenti di legislazione sociale, prefazione di Ivanoe Bonomi, Milano, L'editrice operaia, 1910.
- Emigrazione ed emigranti. Manuale, Bologna, Zanichelli, 1911.
- La legislazione sociale 1859-1913, Roma, C. A. Bontempelli, 1913.
- L'organizzazione internazionale del lavoro istituita dai trattati di pace e la sua azione. Prolusione al corso di legislazione sociale, Torino, Stab. tip. della S.A.E., 1923.
- L'evoluzione del lavoro nelle colonie e la Società delle Nazioni, coautore Gennaro Mondaini, Padova, CEDAM, 1931.
- In memoria di Alberto Thomas primo direttore della U.I.L., Roma, Tip. Operaia Romana, 1932.
- La XVIII Conferenza internazionale del lavoro. Ginevra, 4-23 giugno 1934, Roma, Istituto nazionale fascista per l'assicurazione contro gli infortuni sul lavoro, 1934.